# Mistrz pieśni
Mistrz pieśni (tyt. oryg. Songmaster) – powieść autorstwa Orsona Scotta Carda z pogranicza gatunków science fiction oraz fantasy opublikowana w roku 1980. W Polsce wydana w roku 1997 przez wydawnictwo Prószyński i S-ka w Warszawie. Przekład książki Danuta Górska.

## Fabuła
Ansset dziecko i sierota, porwany w dzieciństwie, staje się wychowankiem Domu Pieśni na planecie Tew. W mistycznym miejscu uczy się śpiewu, będącego swoistym rodzajem zdolności telepatycznych. Umiejętności nabywa w celu zdobycia potęgi głosu, by stać się słowikiem w pałacu Mikala, na Starej Ziemi. Kilkuletni bohater staje się kartą przetargową i elementem intryg systemu władzy międzyplanetarnego imperium ludzi. Mimo ogromnego wpływu jaki wywiera na otoczenie sam staje się ofiarą własnego daru. Bezwłędnie wykorzystany jako zabawka oraz obiekt porządania. Używany jako środek do kontroli władzy i maszyna do zabijania staje na krawędzi szaleństwa.
Bohater Orsona Scotta Carda mimo osiągnięcia najwyższych celów w hierarchii władzy, pozostaje do końca rozdarty i nieszcześliwy: u progu życia wybiera drogę pustelnika, a ostatecznie powrót do domu i śmierć.
Powieść dzieli się na pięć rozdziałów, z których każdy opisuje jeden z etapów życia słowika, oraz powiązaną z nim postać: Esste, Mikal, Josif, Kyaren, Rhuk.   